# اینگهم، سافک
اینگهم (به انگلیسی: Ingham) یک روستا و محله مدنی در بریتانیا است که در St Edmundsbury واقع شده‌است. اینگهم ۴۱۹ نفر جمعیت دارد.